# Station Cedry Małe
Station Cedry Małe is een gesloten spoorwegstation in de Poolse plaats Cedry Małe.